# Босния и Герцеговина на Европейских играх 2015

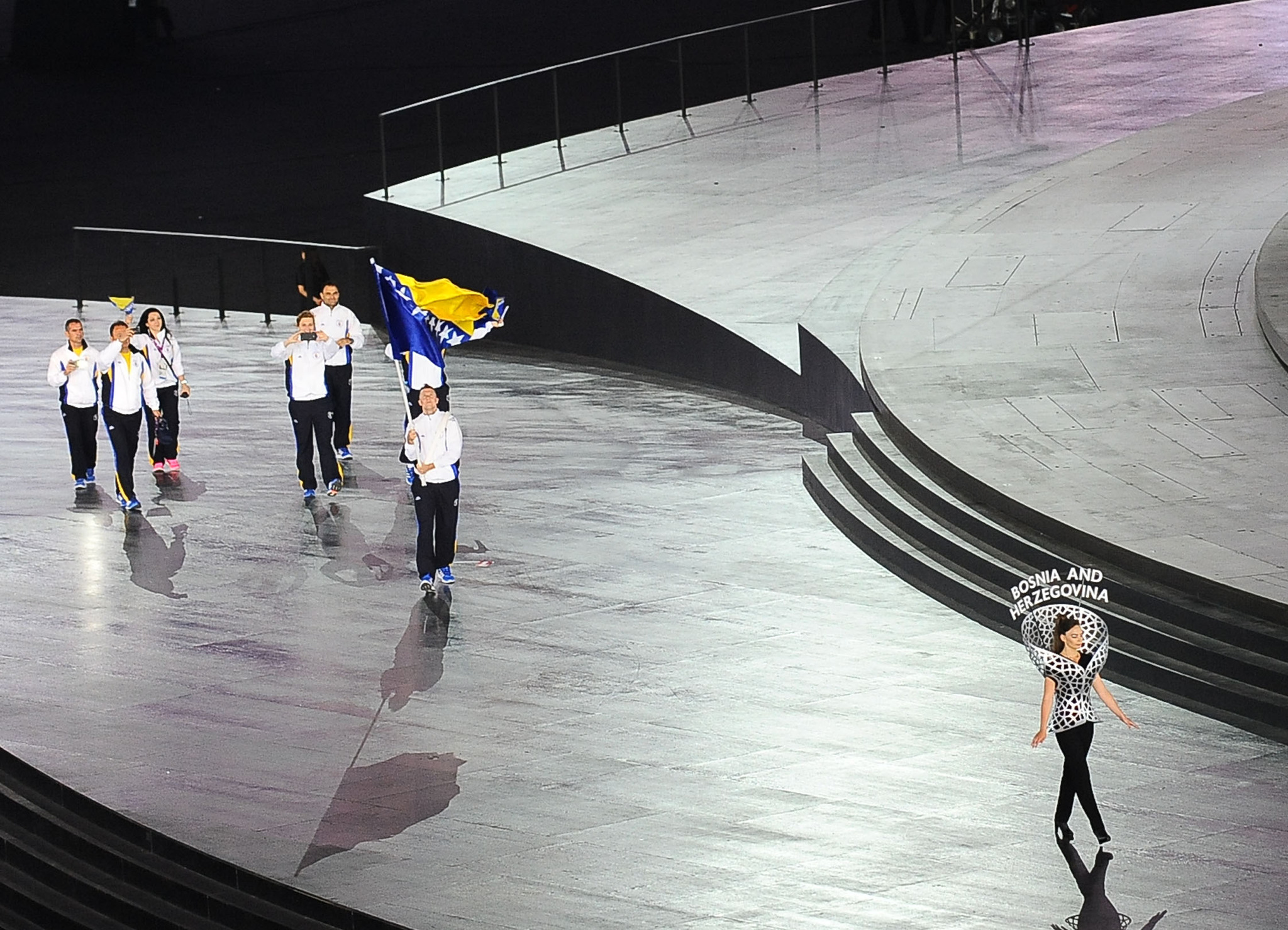
Делегация Боснии и Герцеговины на церемонии открытия Европейских играх 2015

Босния и Герцеговина на I Европейских играх, которые прошли в июне 2015 года в столице Азербайджана, в городе Баку, была представлена 56 спортсменами..

## Состав команды
Велоспорт-маунтинбайк
- Алекса Чрнцевич

## Результаты

### Велоспорт

#### Маунтинбайк
Соревнования по маунтинбайку проводилились в построенном специально для игр велопарке. Дистанция у мужчин составляла 36,7 км, а у женщин 27,9 км.
Мужчины
| Соревнование | Спортсмены      | Результат | Место | Отставание |
| ------------ | --------------- | --------- | ----- | ---------- |
| Кросс-кантри | Алекса Чрнцевич | LAP       | —     | —          |

### Гребля на байдарках и каноэ
Соревнования по гребле на байдарках и каноэ проходили в городе Мингечевир на базе олимпийского учебно-спортивного центра «Кюр». Разыгрывалось 15 комплектов наград. В каждой дисциплине соревнования проходили в три этапа: предварительный раунд, полуфинал и финал.
| Соревнование     | Спортсмены  | Предварительный раунд | Предварительный раунд | Предварительный раунд | Полуфинал            | Полуфинал            | Полуфинал            | Финал                | Финал                | Итоговое место       |
| Соревнование     | Спортсмены  | Заплыв                | Время                 | Место                 | Заплыв               | Время                | Место                | Время                | Место                | Итоговое место       |
| ---------------- | ----------- | --------------------- | --------------------- | --------------------- | -------------------- | -------------------- | -------------------- | -------------------- | -------------------- | -------------------- |
| K-1, 1000 метров | Дарко Савич | 3                     | 3:53,614              | 7                     | Завершил выступление | Завершил выступление | Завершил выступление | Завершил выступление | Завершил выступление | Завершил выступление |